# Corporación Nacional del Cáncer
La Corporación Nacional del Cáncer (CONAC) es una entidad de nacionalidad chilena, privada, sin fines de lucro que tiene como misión servir a la comunidad chilena a través de la prevención y la educación.  
En la actualidad CONAC se presenta en el país con más de 30 filiales desde Arica hasta Punta Arenas proporcionando educación, investigación y colaboración con recursos propios.
La Corporación Nacional del Cáncer cuenta con un hóspice, un centro destinado a paliar el dolor de los pacientes, además de brindar ayuda y apoyo a los familiares.

## Historia
En 1974, se formó la Corporación Nacional del Cáncer, institución que ayudó a los cientos de personas con cáncer, puesto que la enfermedad no estaba cubierta por el plan de salud local. La casa central de la corporación se encuentra en Seminario 86, en la comuna de Providencia.

## Hospice
El Hospice de la Corporación Nacional del Cáncer es un servicio de ayuda a los pacientes de cáncer, mediante el cual se brinda atención médica, nutricional, kinesiológica y psicológica tanto al paciente como a sus familiares de manera ambulatoria, de hospitalización y/o a domicilio. Desde su inauguración en 1993, la Corporación ha ayudado a más de mil pacientes con cáncer terminal, y mantiene a un promedio de 120-150 personas en su Hospice, brindando cuidados y atención al paciente como a sus familiares.Alrededor de Julio del año 2019, se cierra el centro de hospitalización de pacientes de cuidados paliativos HOSPICE.

## Voluntariado
El voluntariado de la Corporación Nacional del Cáncer está en manos de las Damas de Verde, quienes son voluntarias al servicio de la comunidad. En la actualidad las Damas de Verde superan los 400 miembros.[cita requerida] Su principal labor radica en la ayuda prestada a los distintos servicios de asistencia pública y hogares de la misma Corporación.

### Banco de Drogas
El Banco de Drogas es una de las actividades más conocidas de la Corporación. A través de su red de 15 sucursales en el país, es que el Banco destina ayuda y medicamentos a los pacientes aquejados de cáncer. De esta manera, el Banco de Drogas busca dar una atención completa al paciente y sus familiares, entregar una expedita cobertura de medicamentos, además de mantener sus estándares acordes a las normas internacionales de medicamentos y prescripciones médicas.[cita requerida]